# Josef Škoda (politik)
Josef Škoda (13. prosince 1911 Kozlov – 26. ledna 1979 Pelhřimov) byl český a československý politik Československé strany lidové a poúnorový poslanec Národního shromáždění ČSR, Národního shromáždění ČSSR a Sněmovny lidu Federálního shromáždění.

## Biografie
Pocházel z chudé, početné zemědělské rodiny (měl deset sourozenců). Po absolvování základního vzdělání pracoval až do roku 1933 jako námezdní síla v zemědělství. V letech 1933-1935 absolvoval vojenskou prezenční službu. V letech 1935-1957 působil jako soukromě hospodařící rolník, od roku 1957 byl členem JZD. Od roku 1949 byl členem ČSL, angažoval se jako aktivista mírového hnutí (v roce 1953 byl československým delegátem na mírovém kongresu v Helsinkách). Od roku 1971 byl v důchodu. Byl nositelem vyznamenání Za zásluhy o výstavbu (1961).
Ve volbách roku 1954 byl zvolen za ČSL poslancem ve volebním obvodu Pacov-Kamenice nad Lipou. Mandát obhájil ve volbách v roce 1960 (nyní již jako poslanec Národního shromáždění ČSSR za Jihočeský kraj) a ve volbách v roce 1964. V Národním shromáždění zasedal až do konce jeho funkčního období v roce 1968. K roku 1968 uváděn jako člen JZD z obvodu Soběslav.
Po federalizaci Československa usedl roku 1969 za ČSL do Sněmovny lidu Federálního shromáždění, kde setrval do konce volebního období, tedy do voleb v roce 1971.